# Witalis Szlachcikowski
Witalis Szlachcikowski (ur. 11 grudnia 1908 w Germerslage, zm. 8 marca 1986 w Wąbrzeźnie) – polski regionalista, działacz społeczny i urzędnik.  

## Życiorys
Urodził się w grudniu 1908 roku w Germerslage w Niemczech, w rodzinie Witalisa i Marty z domu Kożuch. W 1918 roku cała rodzina wróciła do Polski. W latach 1921–1926 uczęszczał do Collegium Marianum w Pelplinie, a w 1926 roku przeniósł się do Państwowego Gimnazjum Klasycznego w Starogardzie Gdańskim, gdzie w 1928 roku zdał maturę. Następnie pracował w administracji skarbowej w Kartuzach, Działdowie, Tucholi, Wąbrzeźnie i Chełmnie. Uczęszczał do Szkoły Podchorążych Rezerwy Piechoty w Jarocinie oraz, krótko, w Grudziądzu. W 1936 roku w Chełmnie wziął ślub z Heleną Cywińską z Wąbrzeźna, mieli czwórkę dzieci: Lucynę, Jerzego, Wiesława i Wojciecha.
Po wybuchu II wojny światowej uczestniczył w kampanii wrześniowej, podczas której został ranny w bitwie nad Bzurą, przebywał w niemieckiej niewoli do wyzwolenia. W oflagu wykładał prawo skarbowe. Po powrocie z niewoli, w 1946 roku zamieszkał w Wąbrzeźnie i rozpoczął pracę w Urzędzie Skarbowym, a następnie w Prezydium Powiatowej Rady Narodowej, angażując się jednocześnie w działalność społeczną i kulturalną, m.in. w ramach Towarzystwa Kulturalnego im. Mikołaja z Ryńska, Polskiego Związku Wędkarskiego i Polskiego Towarzystwa Turystyczno-Krajoznawczego. Był także korespondentem gazety „Ilustrowany Kurier Polski”.
Był autorem licznych opracowań na temat historii miasta i powiatu wąbrzeskiego, które – przekazane wąbrzeskiej bibliotece – stały się zaczątkiem biblioteki regionalnej. W 1974 roku przeszedł na emeryturę. Zmarł w marcu 1986 roku i został pochowany na wąbrzeskim cmentarzu.

## Odznaczenia i wyróżnienia
W 1978 roku został wpisany do Honorowej Księgi Ludzi Zasłużonych dla Miasta Wąbrzeźna, a w 1984 roku do Honorowej Księgi Województwa Toruńskiego. W 1979 roku został odznaczony medalem „Zasłużony dla Miasta Wąbrzeźna”. 

## Upamiętnienie
W Wąbrzeźnie istnieje ulica jego imienia („ulica Witalisa Szlachcikowskiego”). Od 2002 roku jest patronem Miejskiej i Powiatowej Biblioteki Publicznej w Wąbrzeźnie.